# Rethymno BC
El Rethymno Cretan Kings B.C. es un club de baloncesto profesional de la ciudad de Rethymno, en la isla de Creta, que milita en la A1 Ethniki, máxima categoría del baloncesto griego. Disputa sus partidos en el Melina Merkouri Indoor Hall, con capacidad para 1600 espectadores.

## Historia
Hasta la fecha, el mayor logro del equipo se produjo durante la temporada 2006-07, cuando el equipo se clasificó para jugar en la final de la Copa de Grecia, después de derrotar a los equipos de primera división PAOK, Panionios, Sporting, y Kolossos Rodou. Rethymno fue finalmente derrotado por todopoderoso Panathinaikos, por un marcador de 87-48 en el partido por el campeonato de la Copa de Grecia de 2007, pero sin embargo, Rethymno aseguró un lugar importante en la liga griega después de demostrar que puede batir a cualquiera.

## Nombres
- A.G.O. Rethymno Aegean - (1986-2015)
- Rethymno Cretan Kings B.C. - (2015-)

## Temporada a temporada
| Season  | Nivel | División   | Pos. | P/S              | Copa de Grecia   | Competiciones europeas | Competiciones europeas | Competiciones europeas |
| ------- | ----- | ---------- | ---- | ---------------- | ---------------- | ---------------------- | ---------------------- | ---------------------- |
| 2000–01 | 4     | C Ethniki  | 6    | —                | —                | —                      | —                      | —                      |
| 2001–02 | 4     | C Ethniki  | 3    | —                | —                | —                      | —                      | —                      |
| 2002–03 | 4     | C Ethniki  | 4    | —                | —                | —                      | —                      | —                      |
| 2003–04 | 4     | C Ethniki  | 1    | Ascenso          | —                | —                      | —                      | —                      |
| 2004–05 | 3     | B Ethniki  | 1    | Ascenso          | —                | —                      | —                      | —                      |
| 2005–06 | 2     | A2 Ethniki | 3    | —                | —                | —                      | —                      | —                      |
| 2006–07 | 2     | A2 Ethniki | 3    | Ascenso          | Finalista        | —                      | —                      | —                      |
| 2007–08 | 1     | A1 Ethniki | 13   | Descenso         | —                | —                      | —                      | —                      |
| 2008–09 | 2     | A2 Ethniki | 6    | —                | —                | —                      | —                      | —                      |
| 2009–10 | 2     | A2 Ethniki | 7    | —                | —                | —                      | —                      | —                      |
| 2010–11 | 2     | A2 Ethniki | 2    | ascenso          | —                | —                      | —                      | —                      |
| 2011-12 | 1     | A1 Ethniki | 5    | Cuartos de final | —                | —                      | —                      | —                      |
| 2012-13 | 1     | A1 Ethniki | 5    | 4º puesto        | —                | —                      | —                      | —                      |
| 2013-14 | 1     | A1 Ethniki | 9    | —                | —                | —                      | —                      | —                      |
| 2014-15 | 1     | A1 Ethniki | 6    | Cuartos de final | —                | —                      | —                      | —                      |
| 2015-16 | 1     | A1 Ethniki | 8    | Cuartos de final | Cuartos de final | —                      | —                      | —                      |
| 2016-17 | 1     | A1 Ethniki | 6    | Cuartos de final | —                | —                      | —                      | —                      |
| 2017-18 | 1     | A1 Ethniki | 10   | —                | —                | —                      | —                      | —                      |

## Palmarés
- Subcampeón de la Copa de baloncesto de Grecia: 2007
- Subcampeón de la A2 Ethniki: 2011

## Jugadores destacados
| - Jurica Žuža - Gregor Arbet - Giorgos Dedas - Periklis Dorkofikis - Giannis Gagaloudis - Kostas Kakaroudis - Akis Kallinikidis - Sotirios Karapostolou - Nestoras Kommatos - Spyros Magkounis - Spyros Motsenigos - Nikos Papanikolaou - Ian Vougioukas - Valdas Vasylius - Roeland Schaftenaar - Mouhammad Faye | - Vukašin Aleksić - Uroš Duvnjak - Stevan Nadjfeji - Milenko Topić - Kwame Alexander - Chaisson Allen - J'Covan Brown - T.J. Carter - Dionte Christmas - Jerome Coleman - Cliff Colimon - Vincent Council - Callistus Eziukwu - Kenny Gabriel - Justin Hurtt | - Casey Mitchell - J.J.Moore - Larry O'Bannon - Brent Petway - Gabe Pruitt - Trevis Simpson - Vincent Simpson - Billy White - Derek Wright - David Young - Zack Wright - Tarick Johnson - Damian Hollis - Brian Fitzpatrick - Reggie Freeman |